# Phengodes insignis
Phengodes insignis là một loài bọ cánh cứng trong họ Phengodidae. Loài này được Bourgeois miêu tả khoa học năm 1888.